# 부여공
부여공 왕수(扶餘公 王㸂, ? ~ 1112년 음력 6월 10일)는 고려의 왕족이다. 문종과 인경현비의 아들이다. 부여후(扶餘侯)라고도 한다.

## 생애

### 가계
고려의 제11대 왕 문종과 인경현비의 차남이며, 언제 태어났는지는 분명하지 않다. 성은 왕, 이름은 수(㸂), 본관은 개성이다. 어머니 인경현비는 이자연의 딸로, 문종의 제2비인 인예왕후와 제4비 인절현비와 자매간이다. 따라서 순종, 선종, 숙종을 비롯한 인예왕후 소생의 자녀들과는 이복 형제이자 이종 사촌 관계가 된다. 그외에 이자겸 등의 외사촌이기도 하다.

### 왕자 시절
1080년(문종 34년) 음력 3월 3일 문종으로부터 개부의동삼사 검교사공 수상서령 상주국 부여후에 책봉되고 식읍 1,000호를 받았다. 이후 1086년(선종 3년) 음력 2월 8일 이복 남매이자 이종 사촌인 적경궁주와 결혼하였다. 하지만 이 결혼은 당시 왕수의 형제들인 금관후, 변한후, 진한공 등으로부터 근친혼이라는 이유로 비판을 받았으며, 이들은 선종에게 혼인을 중지시키라는 상소를 올렸으나 선종은 받아들여주지 않았다.
한편 부여후에게는 이 해 음력 2월 21일 수사도의 관직이 더해지고 식읍이 2,000호로 늘어났으며, 후에 부여공(扶餘公)으로 진봉되었다. 이후 1094년(헌종 즉위년) 음력 6월 30일 수태보가 더해지고, 1095년(숙종 즉위년) 음력 10월 18일에는 수태부의 관직이 더해짐과 동시에 식읍은 3,000호, 식실은 300호로 늘어났다.
그러나 1099년(숙종 4년) 음력 11월 3일 부여공은 죄를 지어 경산부 약목군(현재의 경상북도 칠곡군 약목면)으로 유배를 가야 했다. 당시 부여공의 죄목은 《고려사》에는 자세히 나와있지 않다. 숙종은 유배를 가는 왕수에게 유교와 불교 관련 서적을 하사하였다.
이후 부여공은 1112년(예종 7년) 또 죄를 지어 거제현(거제도)으로 이배를 가게 되었는데, 이 때의 죄 역시 자세히 기록된 것이 없다. 이때에는 부여공의 아들 사공 왕면도 진례현(현재의 충청남도 금산군)으로 유배를 갔다. 거제현으로 이배를 가던 그는 이 해 음력 6월 10일 이배 도중 현풍현(현재의 대구광역시 달성군 현풍읍 일대)에서 사망하였다. 예종은 부여공이 죽었다는 소식을 듣고 3일간 조회를 정지하였다. 한편 이듬해인 1113년(예종 8년) 아들 왕면이 사면되어 개경으로 돌아왔고, 사공의 작위를 돌려받았다.

## 가족 관계
- 조부 : 고려 제8대 현종(顯宗, 992~1031, 재위:1009~1031)
- 조모 : 현종 제4비 원혜왕후(元惠王后, ?~1022)
  - 아버지 : 고려 제11대 문종(文宗, 1019~1083, 재위:1046~1083)
- 외조부 : 이자연(李子淵, 1003~1061)
- 외조모 : 계림국대부인 김씨(雞林國大夫人 金氏, 생몰년 미상)
  - 어머니 : 문종 제3비 인경현비(仁敬賢妃, 생몰년 미상)
    - 형 : 조선공 왕도(朝鮮公 王燾, ?~1099)
    - 동생 : 진한공 왕유(辰韓公 王愉, ?~1099)

  - 장모(이모) : 문종 제2비 인예왕후(仁睿王后, ?~1092) - 순종, 선종, 숙종 등의 어머니
    - 부인(이복 남매) : 적경궁주(積慶宮主, 생몰년 미상)
      - 아들 : 왕면(王沔, 생몰년 미상)

  - 이모 : 문종 제4비 인절현비(仁節賢妃, 생몰년 미상)
  - 외숙 : 이호(李顥, 생몰년 미상) - 이자겸, 장경궁주 등의 아버지
  - 외숙 : 이석(李碩, 생몰년 미상) - 사숙왕후의 아버지
  - 외숙 : 이정(李頲, 생몰년 미상) - 이자의, 원신궁주 등의 아버지